# Batalla de Paredón
La batalla de Paredón (1914) fue un enfrentamiento militar decisivo en la Revolución mexicana entre las fuerzas constitucionalistas del Gral. Pancho Villa y las fuerzas Federales.
Tras la batalla los villistas consiguieron numeroso armamento 2,101 prisioneros, y vía libre para el dominio de Saltillo y el Norte de México.

## Causas
Del 19 de marzo al 2 de abril de 1914 ocurre la tercera toma de Torreón por los revolucionarios constitucionalistas (segunda de Villa), en un sangriento enfrentamiento entre ambas fuerzas que se conoce como "La batalla de Torreón". También en esta ocasión se dio la expulsión de los españoles ordenada por Villa. 
Ya para el 2 de abril con la situación insostenible Velasco ordena evacuar la ciudad, que cae al día siguiente, llevando sus tropas a Saltillo en Coahuila lugar donde se presenta la batalla de Paredón, en Ramos Arizpe, Coahuila, a 60 km de Saltillo.

## La batalla
El 12 de mayo de 1914 en Torreón, fueron embarcados en plataformas de ferrocarril 36 cañones con sus mulas de tiro, municiones e impedimenta. En la plaza de Saltillo, estaban concentradas muchas tropas federales a las órdenes del general Joaquín Mass.
Las fuerzas de la División del Noreste, mandadas por el general Pablo González, había ocupado la plaza de Monterrey. Cuando Villa atacó Torreón, ésta se hallaba guarnecida por tropas al mando del general José Refugio Velasco, a quien continuamente le llegaban refuerzos de Saltillo por la vía de San Pedro, a pesar de la urgencia con que Villa pedía al Primer Jefe, que Pablo González cortase las vías férreas entre Saltillo y Torreón, para impedir tales refuerzos.
En Paredón se encontraba un destacamento federal de unos cinco mil hombres a las órdenes de los generales Ignacio Muñoz y Francisco Osorno. La vía férrea estaba destruida totalmente en el cañón de Josefa, entre esta estación y la de Amargos, en una longitud de 29 kilómetros. Al día siguiente se supo que en Ramos Arizpe se encontraban unos dos mil soldados mandados por Pascual Orozco, reconcentrándose en Saltillo como quince mil hombres a la orden del general Mass.
El 15 de mayo continuó el arribo de trenes a la estación Saucedo. El general Felipe Ángeles fue informado de que Villa acababa de llegar a Hipólito, ya que no pudo continuar su convoy por la aglomeración de trenes. El general Ángeles mencionó: “Desde Hipólito donde se encuentra el general Villa con la mayor parte de nuestras tropas, hay que despachar una fuerza que por caminos de travesía ocupe la estación Zertuche, entre Paredón y Ramos Arizpe, amenazando de esta manera la línea de comunicación del enemigo. La caballería y la infantería deben marchar sobre Paredón, siguiendo el cañón de Josefa; la artillería, que no puede pasar por dicho desfiladero, debe dar un rodeo por La Tortuga, Treviño y Las Norias”.
En seguida el general Felipe Ángeles le ordenó al coronel Alessio: “Tome usted una locomotora, marche a Hipólito a conferenciar con el general Villa, muéstrele este mapa, y propóngale la ejecución del plan de operaciones.” La locomotora recorrió en unos cuantos minutos los 19 kilómetros entre Saucedo e Hipólito. Alessio Robles encontró en el carro especial del general Villa a su secretario, Aguirre Benavides, al licenciado Jesús Acuña, al mayor Lucio Dávila y al general Toribio Ortega. Oyendo las explicaciones del coronel Alessio Robles, ordenaron bajar todas las tropas de los trenes y emprendieron la marcha rumbo a Saucedo.
El 16 de mayo, infantería y caballería se internaron en el cañón de Josefa. La artillería, protegida por una pequeña fuerza de caballería, pasó por las estaciones de Treviño y Leona, llegando a Las Norias a las tres de la tarde. Fueron informados de que tropas del general Coss, habían destruido la vía entre Saucedo y Josefa, después de que Velasco y Mass regresaron derrotados a Saltillo.
A las tres y media de la tarde del mismo 16 de mayo, la artillería de la División del Norte se encontraba acampando en la hacienda de Las Norias, mientras la caballería e infantería se dirigían hacia ellos por el cañón de Josefa.
Los Federales no habían sentido la aproximación de los Revolucionarios, esperando tranquilamente que repararan la vía entre Saucedo y Paredón, además, de que lo servicios de información de la División del Norte funcionaban admirablemente.
El 17 de mayo de 1914, a las cinco de la mañana, las 36 piezas de artillería ya habían emprendido la marcha, ocupando con sus armones y carros, varios kilómetros de un camino muy malo, bordeado por mezquites y huizaches. Una polvareda baja, marcaba la enorme profundidad de la columna. El general Ángeles, nervioso y dinámico, la revisó de principio a fin. Las piezas y carros conservaban sus distancias. Los cañones brillaban al sol de la mañana. Las mulas quintoqueñas, llamadas así porque procedían de Kentucky, robustas y fuertes, están enjaezadas con arneses flamantes. Los oficiales y tropas marchan animosos y confiados. A galope, el general Ángeles recorrió de nuevo la columna por uno de los flancos, abriéndose paso entre los mezquitales hasta rebasar la cabeza de la columna, y prosiguió su marcha pasando Fraustro, hasta las cercanías de Paredón.
Adelante se divisaba una enorme polvareda. Varias legiones de jinetes desfilaban por diversos caminos en varias columnas. La poderosa artillería, desfilaba a la zaga de las caballerías. El general Felipe Ángeles localiza al Estado Mayor del general Villa, quien es rodeado de una imponente escolta: los famosos “dorados”. El general Ángeles le comunica a Villa, que va a adelantarse a las columnas para escoger los lugares apropiados para establecer sus baterías.
Desfilaron a galope viéndose a lo lejos los dragones de la División del Norte, brigadas y regimientos nuevos, pero de historial épico y brillante. Desfilan al trote largo de sus robustos caballos, la brigada “Benito Juárez”, comandada por Maclovio Herrera; la brigada “Hernández” al mando del general Rosalío Hernández; la brigada ”Villa”, mandada por el brigadier José Rodríguez; la brigada “Robles”, a las órdenes del jefe zacatecano José Isabel Robles; la brigada ”Juárez” de Durango, con el general Severino Ceniceros a la cabeza, por estar herido su jefe el general Calixto Contreras; la heroica brigada ”Zaragoza”, mandada por el coronel Raúl Madero, por haber quedado su jefe el general Eugenio Aguirre Benavides, como jefe de Armas en Torreón.
Todos los soldados fuertes y jóvenes, llenos de brío y de entusiasmo. En ellos estaban representados los robustos hijos de Chihuahua, de Zacatecas, de Durango y de Coahuila, quienes producían la sensación de fuerza pareciendo Centauros. Aquellas masas formaban una incontenible avalancha. El general Ángeles y los oficiales de su Estado Mayor, rebasaron las cabezas de las columnas y se adelantaron hasta el rancho San Juan.
Siendo las 10:30 de la mañana, los Federales detectan las columnas que avanzan hacia ellos, abriendo fuego de artillería con desesperación. El coronel Alessio percibe como la metralla explota en el aire no siendo alcanzados por los disparos cortos de sus cañones.
Previendo Ángeles que se desarrollaría una batalla formal, envió a Cervantes hasta la retaguardia con órdenes para el mayor Gustavo Bazán, para que avanzara con la artillería a galope para que tomase parte en la acción, además de apoyar a las otras armas.
En esos momentos llega el general Villa con su Estado Mayor. Se da el inicio de la carga, al lanzar uno de sus Dorados una granada al frente de la columna, hiriendo la metralla en el antebrazo al coronel Roque González Garza. Es la señal convenida para el ataque.
Un huracán de caballos y hombres pasa raudo por los flancos del Estado Mayor. Es un espectáculo grandioso. Seis mil caballos envueltos en una nube de polvo y sol. Es el más imponente que ha presenciado en toda su vida el coronel Alessio.
Los Federales siguen tronando la artillería, esta vez con más intensidad. Crepita la fusilería, tabletean las ametralladoras.
El aviso en la retaguardia que ha mandado Cervantes ha dado frutos, la artillería ha llegado y empieza a colocarse en batería. El combate se aleja de Alessio, ya que la brigada “Zaragoza” va a la cabeza.
Cervantes regresa con prisa para no perderse la acción, encontrándose que las tropas barrían con el enemigo hasta desbordar sus flancos.
Cuatro baterías del mayor Gustavo Bazán, se forman en columna y se adelantan al galope. Los Federales perseguidos por los Revolucionarios, se han dispersado y huido en todas direcciones.
Fue tan dura la avanzada, que los mismos revolucionarios entraron en confusión, cuando al general Ángeles junto con su Estado Mayor, lo atacaron tropas del mismo bando al confundirlos con Federales.
Han transcurrido apenas quince minutos y el enemigo rompe sus formaciones. De pronto, una caballería de Federales de más de mil dragones, aparece amenazando por un momento el flanco derecho de los Revolucionarios. Las brigadas Benito Juárez y Villa se lanzan resueltas contra ellos.
Los dragones federales vacilan y vuelven grupas. El combate ha terminado sin que la artillería Villista hubiera tenido ocasión de quemar un solo cartucho.
El fuego se aleja y continúa por algún tiempo, pero es fuego de retirada.
Se escuchaban repetidos disparos en las cercanías, mismos que se debían a las ejecuciones de los Villistas contra los Federales matándolos ya rendidos; Es el síntoma de la adrenalina Villista.
Por la tarde, continúan llegando prisioneros hasta formar un total de 2101. Todos los trenes de los Federales han sido capturados; todas sus municiones y toda sus impedimenta. Se recogieron diez cañones y más de 3000 fusiles.
Por su parte, el general José Isabel Robles persiguió a la caballería enemiga, dirigida por el general Miguel Álvarez, quien se dirigió a Saltillo por Mesillas y el Valle Perdido, ubicado al oeste del municipio de García, ya en Nuevo León.
Quien estableció el plan de la batalla fue el General Felipe Ángeles, Comandante de la Artillería Villista. Irónicamente, su artillería no efectuó un solo disparo en la Batalla por la Estación Paredón.

## Consecuencias
Como resultado de la batalla de Paredón, el general Gustavo Maass Águila se retiró de Saltillo con 15,000 hombres y el General Francisco Villa entra a Saltillo Coahuila el 21 de mayo de 1914.